# Wrestling Dontaku (2023)
Wrestling Dontaku 2023 fue la decimonovena edición de Wrestling Dontaku, un evento pago por visión de lucha libre profesional producido por New Japan Pro-Wrestling (NJPW). Tuvo lugar el 3 de mayo de 2022 desde el Fukuoka Kokusai Center en Fukuoka, Japón.
La edición de este año volvió a ser realizada en el Centro de convenciones de Fukuoka.

## Antecedentes
El 8 de abril, en el evento Sakura Genesis, Sanada ganó el Campeonato Mundial Peso Pesado de la IWGP tras derrotar a Kazuchika Okada, siendo confrontado más tarde por Hiromu Takahashi, su antiguo compañero de stable de Los Ingobernables de Japón, desafiándolo a una lucha por el título.

## Resultados
En paréntesis se indica el tiempo de cada combate:
- Kick Off: Oskar Leube derrotó a Yuto Nakashima, Ryohei Oiwa y Boltin Oleg en un Young Lion Consecutive Battle Match (2:33).
  - Oleg Boltin y Ryohei Oiwa resultó en empate cuando superó el tiempo de límite de 5 minutos. (5:00)
  - Ryohei Oiwa y Yuto Nakashima resultó en empate cuando superó el tiempo de límite de 5 minutos. (5:00)
  - Oskar Leube forzó a Oiwa a rendirse con un «Boston Crab». (2:33)
- Chaos (YOH, Toru Yano, Yoshi-Hashi & Hirooki Goto) derrotaron a House of Torture (Dick Togo, SHO, Yujiro Takahashi & Evil) (3:37).
  - Yoshi-Hashi cubrió a Togo después de un «Shoto».
- United Empire (Great-O-Khan, Kyle Fletcher & Mark Davis) derrotaron a TMDK (Kosei Fujita, Shane Haste & Mikey Nicholls) (5:28).
  - O-Khan forzó a Fujita a rendirse con un «Subaru Oozora Styled Sheep Killer».
- Jet Setters (Kevin Knight & Kushida) y Shota Umino derrotaron a United Empire (Francesco Akira, TJP & Aaron Henare) (6:28).
  - Kushida cubrió a TJP después de un «Perfect Small Package Hold».
- Just 5 Guys (DOUKI, Yoshinobu Kanemaru & Taichi) (con TAKA Michinoku) derrotaron a Los Ingobernables de Japón (BUSHI, Shingo Takagi & Tetsuya Naito) (7:17).
  - Taichi forzó a BUSHI a rendirse con un «Seitei jujiro».
- Hikuleo (con Jado) derrotó a KENTA y ganó el Campeonato de Peso Abierto STRONG (9:45).
  - Hikuleo cubrió a KENTA después de un «God Sends».
- El Campeón Televisivo de NJPW World Zack Sabre Jr. y Jeff Cobb terminaron en empate (15:00).
  - La lucha resultó en empate cuando superó el tiempo de límite de 15 minutos.
  - Como resultado, Sabre retuvo el título.
- Kazuchika Okada, Tomohiro Ishii & Hiroshi Tanahashi derrotaron a Strong Style (El Desperado, Minoru Suzuki & Ren Narita) y ganaron el Campeonato en Parejas de Peso Abierto 6-Man NEVER (19:36).
  - Okada cubrió a Narita después de un «Rainmaker».
- David Finlay (con Gedo) derrotó a Tama Tonga (con Jado) y ganó el Campeonato de Peso Abierto NEVER (25:01).
  - Finlay cubrió a Tonga después de un «Into Oblivion».
  - Después de la lucha, El Phantasmo atacó a Finlay.
- Sanada derrotó a Hiromu Takahashi y retuvo el Campeonato Mundial Peso Pesado de la IWGP (27:30).
  - Sanada cubrió a Takahashi después de un «Dead Fall».
  - Después de la lucha, Yota Tsuji retornó a NJPW, tras su excursión en RevPro y CMLL, atacando a Sanada.